# مراقبة

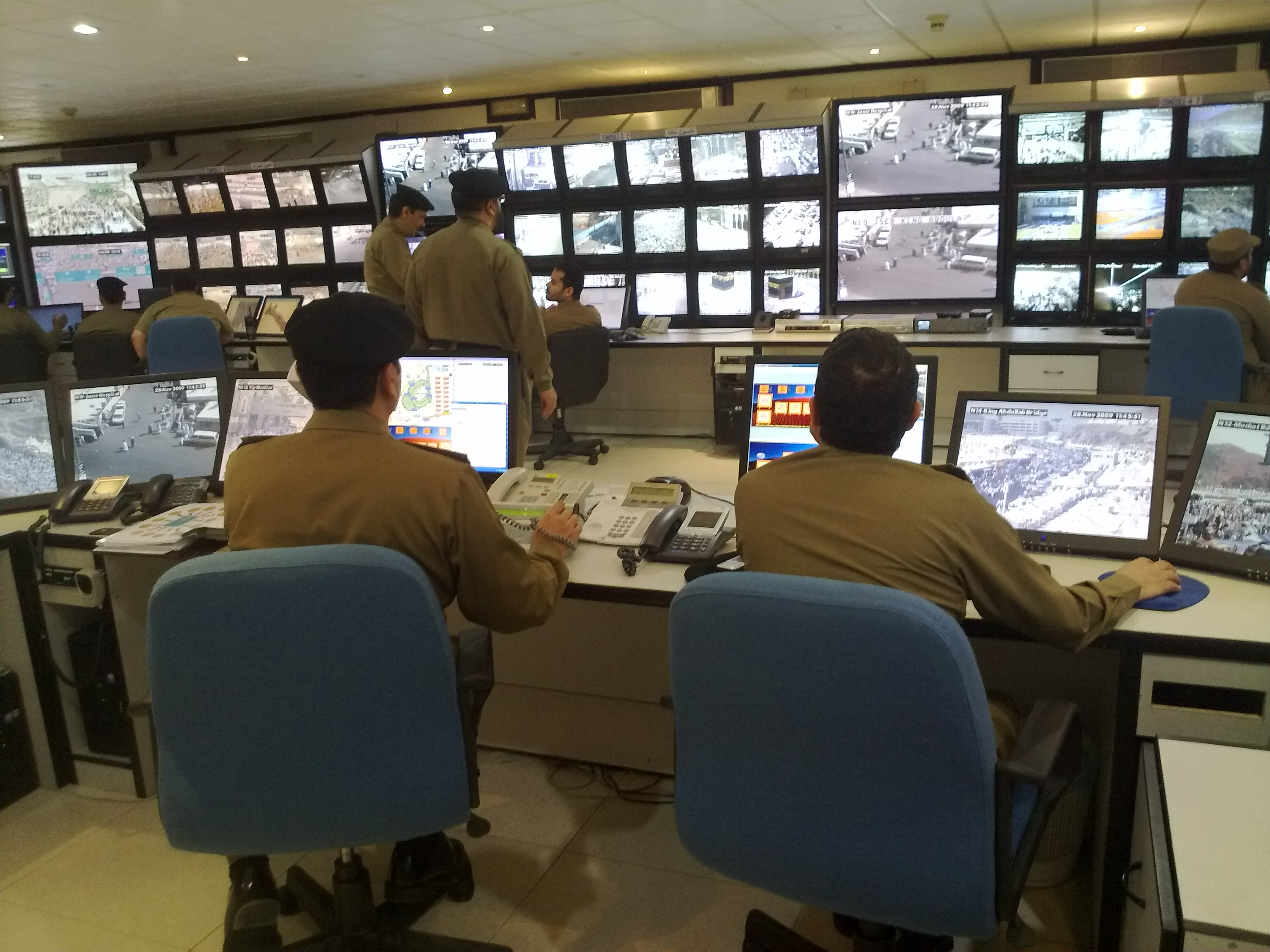
مراقبة كاميرات الدائرة التلفزيونية لرصد فعاليات الحج من غرفة إدارة مركزية

المراقبة هي عملية رصد السلوك. نظم المراقبة هي عملية رصد سلوك أشخاص أو أشياء أو عمليات للتأكد من سير العمل الطبيعي والمتوقع لها وذلك للحماية والأمن الاجتماعي.وتكون الرقابة من قبل المسؤول أو المدير والسبب في الرقابة يعود إلى كون الحرص على العمل واهميته وهو سبب في نجاح المشروع الإداري.
كما أن مصطلح المراقبة يختلف معناه بحسب الشخص المراقب وقد يؤدي للخل إن كانت المراقبة داخل سياق المجتمع .